# 三毛貓福爾摩斯系列
《三毛貓福爾摩斯系列》，也譯作《三色貓福爾摩斯系列》，赤川次郎著的推理小說系列。因赤川次郎特有的文風和以貓為主人公的奇特的設定，系列持續到現在也依然人氣高企。此外，發行本數也超過了夏洛克福爾摩斯系列。在雜誌連載一段時間後，由カッパ・ノベルス出版，然後光文社文庫，以及角川文庫也相繼出版。除了小說之外，赤川次郎的文章中也多次以三毛貓福爾摩斯為主題。

## 主要出場人物
福爾摩斯
因飼主在第一集「三毛貓福爾摩斯的推理」中被殺，所以轉居於片山家的三毛貓。在犯案現場，常採取不同的行動來告訴片山重要的線索。雖然是雌貓，但因曾經患病，子宮已被摘除，所以不能生育。此外，還喜愛喝紅茶，吃竹莢魚。福爾摩斯的原形是依照作者赤川次郎以前飼養的貓，米可（ミーコ）。
片山義太郎
30歲。身高超過180釐米的瘦長身材，溜肩膀，個性善良軟弱，綽號為「小姐」。在犯案現場，根據福爾摩斯提供的證據來把案件的謎底揭開。雖然任職於警視廳搜查一課，卻恐血和畏高，更有「性恐懼症」。雖說他本人自稱自己一點都不受歡迎，但是每次都會被案件有關的女性愛上。（但是每次到最後都會被甩，或者因為某些原因離開了片山，甚至死亡）。完全不能喝有酒精的飲料，一喝就醉倒。他父親是刑警中的高手，更被稱為「魔鬼刑警」，卻在捕捉小偷時被刺殺。片山亦依照父親的遺言成為了刑警。母親也過世，現在是和妹妹晴美兩個人一起生活。雖然在「福爾摩斯的推理」中提呈過辭職信，卻一直被栗原保留，沒有回音。
片山晴美
22歲。雖是義太郎的妹妹，但是和哥哥不同，是相對的矮身。是福爾摩斯的飼主，常常帶著福爾摩斯到處參加案件的調查，和哥哥十分不同的行動派。她似乎也非常受歡迎；在「三毛貓福爾摩斯的畢業」中被哥哥的同學久米邀請到約會，石津更是十分愛慕她。但是在「三毛貓福爾摩斯的推理」中曾墮胎，在系列初期時是有一點黑暗面的角色。雖然在「三毛貓福爾摩斯的跟蹤」，「三毛貓福爾摩斯的怪談」，「三毛貓福爾摩斯的騎士道」和「三毛貓福爾摩斯的四季」中，曾經因為過於深入案件，體驗過瀕臨死亡的危機，可是完全學不乖。喝酒是千杯不醉，與哥哥片山完全相反。
石津刑警
25歲。於「三毛貓福爾摩斯的跟蹤」（系列第二本）中首次出場，自稱是晴美的戀人，是目黑署刑警課的刑警。身高接近180釐米，體型也非常好，是一位大力士。是一個溫柔，憨直的吃貨。在「三毛貓福爾摩斯的私奔」中，曾因一位男士說出對女性失禮的話而大打出手，因此也收到禁閉處置。雖然腦子不太靈活，但是意外的記憶力很高。因為小時候看過貓的電影所以有貓恐懼症；可是因為太愛晴美，所以也開始習慣福爾摩斯的存在。在小說中，只出現姓氏，所以不知道名字。
栗原警視
於「三毛貓福爾摩斯的跟蹤」中次出場，是警視廳搜查一課的課長，片山的上司。他是為片山等部下著想的上司，可是常常因為自己的私心讓片山為自己工作。雖然收了片山提呈的辭職信，可是一直保留著（每次都是因為扔在抽屜裡不見了，或者就是用來寫備忘然後）。他對繪畫興趣，但作品的程度恭維，部下常常去參觀他的畫展
根本刑警
於「三毛貓福爾摩斯的跟蹤」中次出場，是片山在警視廳搜查一課的前輩
南田法醫
一有殺人事件就會飛速趕到。個性風趣，每次都不會講關鍵的事情。
兒島光枝
片山兄妹的姑媽，自認是喪失雙親的他們的母親。喜歡照顧其他人，常常都會讓義太郎和晴美去相親，每次都讓片山十分頭疼。

## 系列作品列表

### 長篇小說
1. 三毛貓福爾摩斯的推理
2. 三毛貓福爾摩斯的追蹤
3. 三毛貓福爾摩斯的怪談
4. 三毛貓福爾摩斯的狂死曲
5. 三毛貓福爾摩斯的私奔
6. 三毛貓福爾摩斯的恐怖館
7. 三毛貓福爾摩斯的騎士道
8. 三毛貓福爾摩斯的幽靈俱樂部
9. 三毛貓福爾摩斯的歌劇院凶案
10. 三毛貓福爾摩斯的登山列車
11. 三毛貓福爾摩斯的亡靈騷動
12. 三毛貓福爾摩斯的四季孽殺
13. 三毛貓福爾摩斯的犯罪學講座
14. 三毛貓福爾摩斯的復仇曲
15. 三毛貓福爾摩斯的海角驚情
16. 三毛貓福爾摩斯的安息日
17. 三毛貓福爾摩斯的正誤表
18. 三毛貓福爾摩斯的失樂園
19. 三毛貓福爾摩斯的四捨五入
20. 三毛貓福爾摩斯的大改裝
21. 三毛貓福爾摩斯的最後審判
22. 三毛貓福爾摩斯的花嫁人形
23. 三毛貓福爾摩斯的假面劇場
24. 三毛貓福爾摩斯的畢業論文
25. 三毛貓福爾摩斯的降靈會
26. 三毛貓福爾摩斯的危險的玩火
27. 三毛貓福爾摩斯的十字路

### 短篇小說
1. 三毛貓福爾摩斯的運動會（頭條新聞、運動會、生日派對）
2. 三毛貓福爾摩斯的奇異箱（奇異箱、名演奏、大恐慌、幽靈退治、婚禮、尋寶）
3. 三毛貓福爾摩斯的聖誕快樂（連續假期、搖籃曲、離婚諮詢、通勤地獄、聖誕快樂）
4. 三毛貓福爾摩斯的同窗會（同窗會、傷感旅行、午後的保健室、優雅生活、奇蹟）
5. 三毛貓福爾摩斯與愛的花束（幕後騎士、夜班一族、幽靈城主、愛的花束）
6. 三毛貓福爾摩斯的首席女歌手（首席女歌手、晨早叫鐘、古董鐘）
7. 三毛貓福爾摩斯的離家出走（離家出走、通信簿、買兇殺人、催眠曲）
8. 三毛貓福爾摩斯的畢業生（畢業生、衣櫃、試映會、幽靈船、謠言）
9. 三毛貓福爾摩斯的好敵手（好敵手、有薪假期、照相館、殺人雞尾酒）
10. 三毛貓福爾摩斯的無人島（縱火、無人島、打雪仗、邱比特）
11. 三毛貓福爾摩斯的暗闇（暗闇、天真無邪、淚雨、包圍網、沉沒事記）
12. 三毛貓福爾摩斯的戀愛占卜（晨歸、戀愛占卜、死胡同、某人之死、告別式、頭痛藥）
13. 三毛貓福爾摩斯的戰爭與和平
14. 三毛貓福爾摩斯的保鏢

## 同名電視劇
《三毛貓福爾摩斯的推理》（日语：／）是日本電視台從4月14日開始每週六晚上九點播放的連續劇。主演是由嵐的成員相葉雅紀。這次是相葉首次在黃金檔主演的連續劇，上次主演是1年3個月前播放的《王牌酒保》；15年來第一次出演週六連續劇（上次出演是《我們的勇氣 未滿都市》）。共演的異裝藝人貴婦松子首次作為連續劇常規演員出演。

### 演員表

#### 主要演員
| 演員                                  | 角色       | 粵語配音 | 介紹 | 年齡 |
| 相葉雅紀                              | 片山義太郎 | 曹啟謙   | 瘦長身材，是片山家三兄妹中的次男，也是警視廳搜查一課的警察 擅長洗衣服，煮飯，打掃和各樣的家務，對烹飪特別有興趣 因家訓「一家一警察」和父親的遺言，所以選擇當刑警 容易暈血，有恐高症，女性恐懼症，幽靈恐懼症等弱點 常常因為不想為其他人添麻煩而提交辭呈，加上義太郎自己本身不喜歡懷疑任何人，這更讓他確信自己不適合做刑警 自從遇上不可思議的三毛貓，義太郎的人生開始有了變化 在溫柔卻嚴厲的家人，和三毛貓的協助下，義太郎連續解決困難的案件 雖然自己是非常不適合做刑警，但每次都會在最後用溫柔的話語和行動融化犯人冰封的心 | 29歲 |
| 藤木直人                              | 片山浩史   | 雷霆     | 獨身 義太郎的哥哥，在片山家中父親般的存在，常常嚴厲地對無能的義太郎進行說教 主要的收入來源是從祖宗留下來的公寓那裡收回來租金 夢想是成為小說家，所以每天都宅在家裡，極度的推理小說熱狂粉絲，雖說想要得到江戶川亂步奬，可是連義太郎也沒有見過他真的寫出一本小說 每次在家裡進行搜查會議時，他對推理小說的知識對解決案件十分有幫助，有時候會說出對搜查和解決案件重要的提示 | 39歲 |
| 大倉忠義                              | 石津良平   | 周良鴻   | 警視廳搜查一課的警察 自稱為晴美的戀人 在搜查一課內是根本的手下 和根本在一起的時候就會擺出看低義太郎的態度，但是一旦和義太郎獨處就會稱義太郎為「哥哥」 在破解案件是常常處於矛盾的狀態，一方面想為了晴美開始而幫助義太郎立功，但一方面想自己立功然後繼承片山家「一家一警察」的家訓和晴美開開心心地生活 | 25歲 |
| 大政絢                                | 片山晴美   | 余欣沛   | 是義太郎的妹妹，對義太郎也非常嚴厲，常常和浩史一起叱吒鼓勵義太郎 靠打不同的短期工的收入作為收入 有著和哥哥不同的固執倔強性格和行動力 有著末子特有的自由奔放和頑固的性格，但是卻又讓人恨不起來 擅長社交所以和誰也可以很快成為朋友，經常不顧後果地追查危險地的事件，還會帶著三毛貓參加案件的調查 | 24歲 |
| JUJU（貓咪型態） 貴婦松子（真人型態） | 福爾摩斯   | 陳永信   | 是義太郎在搜查途中遇上的一隻三毛貓，在搜查的時候會給與義太郎一些重要的提示 可以理解人類的語言，有時會以人形出現，每次都讓義太郎嚇一跳，可是只有義太郎可以看到它的這個形態，每次都會以不同職業的服裝出現 曾一度被浩史從家裡趕出來，所以很討厭他 喜歡竹莢魚乾，有一種很冷靜的氛圍 | －   |

#### 警視廳搜查一課
| 演員       | 角色     | 粵語配音 | 介紹 | 年齡 |
| 尾美利德   | 根本敏夫 | 葉振聲   | 搜查一課的系長，義太郎的上司 對於刑警這個職業有很大的驕傲和熱情，所以很討厭並輕蔑常常說要辭職的義太郎 做事喜歡親力親為，努力地踏實地一步一步找出犯人 手下有石津，似乎也很喜歡這個後輩                                                                | －   |
| 石阪浩二   | 栗原肇   | 朱子聰   | 警視廳搜查一課的課長，還有幾年就可以退休，是殉職了的片山的父親真太郎的同事 畫畫是他的興趣，曾經幾度在美術展發表作品，有時會強行要求義太郎或者晴美參加 雖然接收了義太郎的辭呈，但是每次要不是夾在美術展的傳單裡搞丟了，要不就是用來寫備忘，之後就丟了 | －   |
| 植木夏十   | 樋口刑事 | 朱妙蘭   | 警視廳搜查一課的警察 | －   |
| 君澤由紀   | 村田刑事 | 周倚天   | 警視廳搜查一課的警察 | －   |
| 吉濑美智子 | 津川旬子 | 黃玉娟   | 八王子中央署的刑警，對有女性恐懼症的義太郎來說，是第一個首次見面卻不會緊張的女性 | －   |

#### 分集演出
第一集
| 演員       | 角色     | 粵語配音 | 介紹                                    | 年齡 |
| Becky      | 吉塚雪子 | 林元春   | 惠心女子大學學生會會長 心理學部大學院生 | －   |
| 大浦龍宇一 | 森崎智雄 | 招世亮   | 惠心女子大學學部長                      | －   |
| 大鶴義丹   | 富田和生 | 張錦江   | 惠心女子大學總務部長 森崎的弟弟         | －   |
| 小須田康人 | 今井廣三 | 李錦綸   | 惠心女子大學新校舍工程的現場主任        | －   |
| 島津健太郎 | 淺井信二 |          | 惠心女子大學教授                        | －   |
| 齊藤曉     | 小峰哲三 | 黃子敬   | 惠心女子大學管理人                      | －   |

第二集
| 演員     | 角色     | 粵語配音 | 介紹                                 | 年齡 |
| 瀧本美織 | 金崎涼子 | 陳琴雲   | 澤子的妹妹 少女時期：石井香帆        | －   |
| 半海一晃 | 相良     | 招世亮   | L♥PA 戀愛力學院事務員                | －   |
| 阪田雅信 | 戸村     | 蕭徽勇   | L♥PA 戀愛力學院講師                  | －   |
| 上村千夏 | 金崎澤子 | 成瑤孆   | L♥PA 戀愛力學院學生 少女期：小日向雪 | －   |
| 平沼紀久 | 山室     | 黃啟昌   | L♥PA 戀愛力學院講師                  | －   |
| 龍坐     | 泉田     | 張錦江   | L♥PA 戀愛力學院講師                  | －   |
| 平野京   | 德田律子 |          | 澤子、涼子的表姊妹                   | －   |

第三、四集
| 演員       | 角色     | 粵語配音 | 介紹                      | 年齡 |
| 加藤愛     | 永江圭子 | 何璐怡   | 次女 幼年時期：信太真妃   | －   |
| 榎木孝明   | 永江英哉 | 黃啟昌   | 永江財閥當家              | －   |
| 春日井靜奈 | 永江智美 |          | 英哉的未婚妻              | －   |
| 山口馬木也 | 永江和哉 | 梁偉德   | 長男 少年時期：淺石陸希   | －   |
| 北川弘美   | 永江有惠 | 陳琴雲   | 長女 少女時期：庭野結芽葉 | －   |
| 細田義彥   | 永江紳也 | 周倚天   | 次男 幼年時期：五十嵐空   | －   |
| 小松和重   | 北村 章  | 蕭徽勇   | 永江物産社長秘書          | －   |
| 長江英和   | 梶本     | 張錦江   | 永江財閥管家              | －   |

第五、六集
| 演員       | 角色                  | 粵語配音 | 介紹                                       | 年齡 |
| 長谷川朝晴 | 石井一馬              | 陳灝瑋   | 廣播DJ                                     | －   |
| 赤木伸輔   | 久保山良男            | 黃積權   | 都立八王子南高校畢業                       | －   |
| 隈部洋平   | 神田勇一              |          | 都立八王子南高校畢業/不動産公司員工        | －   |
| 七枝実     | 安東和敏              |          | 都立八王子南高校畢業/飲食店店長            | －   |
| 竹森千人   | 結城哲也              |          | 都立八王子南高校畢業                       | －   |
| 肘井美佳   | 津川幸子 / 藤田由佳利 | 黃昕瑜   | 廣播天氣DJ 津川旬子的妹妹 少女期：谷中唯彩 | －   |
| 羽里早紀子 | 神田照代              | 林元春   | 勇一的妻子                                 | －   |
| 長島暉実   | 神田大祐              |          | 勇一的兒子                                 | －   |

第七集
| 演員     | 角色     | 粵語配音 | 介紹               | 年齡 |
| 紺野真晝 | 有田令子 | 沈小蘭   | 永光出版週刊QQ主編 | －   |
| 織本順吉 | 仲谷貞吉 | 黃子敬   | 公寓放火事件受害者 | －   |
| 森康子   | 仲谷豐   | 林丹鳳   | 貞吉的妻子         | －   |
| 金山一彦 | 鮫田悠一 | 潘文柏   | LR企画職員         | －   |
| 八代真吾 | 大家啓介 | 張裕東   | LR企画職員         | －   |
| 飯田基祐 | 立石貢   | 招世亮   | LR金融債務人       | －   |
| 平賀雅臣 | 間宮健二 | 譚炳文   | 永光出版社長       | －   |

第八、九集
| 演員       | 角色       | 粵語配音 | 介紹                                         | 年齡 |
| 岡本玲     | 宮越友美   | 凌晞     | 聖清女子大學文學部2年級 少女時期：木村真那月 | －   |
| 有村架純   | 村瀬明日香 | 成瑤孆   | 聖清女子大學文學部2年級 少女時期：小西結子   | －   |
| 東根作壽英 | 堀口康夫   | 張錦江   | 聖清女子大學農學部準教授                     | －   |
| 西山繭子   | 川口素子   | 林元春   | 聖清女子大學學生課主任                       | －   |
| 兒玉貴志   | 春日貞幸   |          | 自由記者                                     | －   |
| 梶原光     | 濱野牧子   |          | 聖清女子大學文學部2年級                      | －   |
| 松澤一之   | 奈良健司   | 黃子敬   | 聖清女子大學文學部主任教授                   | －   |

第十、十一集
| 演員     | 角色       | 粵語配音 | 介紹         | 年齡 |
| 陣内孝則 | 金田廣造   | 潘文柏   | 東京監獄囚犯 | －   |
| 麿赤兒   | 銀星會組長 | 陳曙光   |              | －   |
| 赤屋板明 | 武藤勇次   |          | 銀星會組員   | －   |
| 光宣     | 神戸哲     |          | 武藤的弟弟   | －   |

### 貓化成人形的職業
- 清掃員（第1集）
- 女僕（第2集）
- 球童（第3－4集）
- 修女（第5－6集）
- 廚師（第7集）
- 哀悼的女子（第8－9集）

### 主題曲
- 嵐「Your Eyes」（J Storm）

### 製作團隊
- 原作：赤川次郎「三毛貓福爾摩斯」系列（光文社刊／角川文庫刊）
- 編劇：、高橋悠也、山浦雅大
- 導演：中島悟、南雲聖一、菅原伸太郎、松永洋一
- 副導演：松永洋一
- 配樂：金子隆博
- 音樂設計：石井和之
- 推理顧問：樹林伸
- 警察監製：
- 動作導演：佐佐木修平
- 動作設計：熊本直樹、寺島圭佑
- 特殊造型：梅澤壯一
- 特殊效果：星野伸
- 劇中料理：赤堀博美
- 製作人：池田健司、秋元孝之、福井雄太
- 副製作人：大護彰子、森嶋淳
- 協助製作：Office Crescendo (音譯)
- 製作：日本電視台

#### 收視率
| 集數                                                                  | 播放日期      | 中文副標題                              | 原作出處                   | 導演       | 收視率 |
| 第1話                                                                 | 2012年4月14日 | 天才貓&超弱刑警VS密室殺人               | 三毛貓福爾摩斯的推理       | 中島悟     | 15.9%  |
| 第2話                                                                 | 2012年4月21日 | 離家出走的貓看見了!亡靈殺人事件         | 三毛貓福爾摩斯的追蹤       | 中島悟     | 12.1%  |
| 第3話                                                                 | 2012年4月28日 | 貓消失了!?古城監禁殺人觀光              | 三毛貓福爾摩斯的騎士道     | 南雲聖一   | 12.7%  |
| 第4話                                                                 | 2012年5月5日  | 古城連續殺人!犯人的眼淚⋯                | 三毛貓福爾摩斯的騎士道     | 南雲聖一   | 13.1%  |
| 第5話                                                                 | 2012年5月12日 | 循環殺人的謎!?初戀的義太郎              | 三毛貓福爾摩斯的復仇曲     | 中島悟     | 12.9%  |
| 第6話                                                                 | 2012年5月19日 | 復仇的畢業照片…涙之女刑事               | 三毛貓福爾摩斯的復仇曲     | 中島悟     | 12.4%  |
| 第7話                                                                 | 2012年5月26日 | 完全犯罪!?縱火犯的真相                  | 三毛猫福爾摩斯的大改裝     | 菅原伸太郎 | 10.2%  |
| 第8話                                                                 | 2012年6月2日  | 死的假面舞踏!!告別三毛貓                | 三毛猫福爾摩斯的犯罪學講座 | 南雲聖一   | 12.2%  |
| 第9話                                                                 | 2012年6月9日  | 刑警失掉資格!?三毛貓最後的教導          | 三毛猫福爾摩斯的犯罪學講座 | 南雲聖一   | 12.5%  |
| 第10話                                                                | 2012年6月16日 | 最後一章!!越獄犯為片山家的仇敵          | 三毛猫福爾摩斯的暗黑迷路   | 松永洋一   | 11.0%  |
| 最終話                                                                | 2012年6月23日 | 超弱刑警與三毛貓最後的奇蹟&觀眾票選結局 | 三毛猫福爾摩斯的暗黑迷路   | 中島悟     | 13.8%  |
| 平均收視率12.8%（收視率以日本關東地區為準，由Video Research所調查。） |               |                                         |                            |            |        |

## 遊戲
- 三毛貓福爾摩斯的騎士道 (Gameboy 遊戲)
- 三毛貓福爾摩斯的亡靈騷動 (Wonder Swan 遊戲)

## 外部網站
- 日本電視台官方網站－三毛貓福爾摩斯推理（页面存档备份，存于）

| 日本日本電視台 日本電視台週六連續劇  | 日本日本電視台 日本電視台週六連續劇            | 日本日本電視台 日本電視台週六連續劇 |
| ------------------------------------ | ---------------------------------------------- | ----------------------------------- |
|                                      | 三毛貓福爾摩斯的推理 （2012.4.14 - 2012.6.23） |                                     |
| 理想的兒子 （2012.1.14 - 2012.3.17） | 幽靈媽媽搜查線 （2012.7.7 - 2012.9.15）        |                                     |

| 香港 無綫電視J2 星期六 21:35－22:35                                  | 香港 無綫電視J2 星期六 21:35－22:35 | 香港 無綫電視J2 星期六 21:35－22:35       |
| -------------------------------------------------------------------- | --- | ----------------------------------------- |
|                                                                      | （2013.03.09 - 2013.05.18） |                                           |
| 女管家三田 （2012.12.08 - 2013.03.02）                               | GTO麻辣教師 （2013.05.25 - 2013.08.03） GTO麻辣教師：熱血回歸 （2013.08.10） GTO麻辣教師：戀愛教典 （2013.08.17） GTO麻辣教師：畢業風暴 （2013.08.24） |                                           |
| 星期一至五 14:00 - 15:00 9月11日 14:00 - 15:30 9月25日 14:00 - 15:10 | |                                           |
| 戀夏38℃ （2014.07.30 - 2014.09.10）                                  | 三色貓探案 （2014.09.11 - 2014.09.25） | 窮小姐x富哥哥 （2014.09.26 - 2014.10.10） |